# Lijst van rijksmonumenten in Den Haag/Amaliastraat
Een overzicht van de 16 rijksmonumenten in de stad Den Haag gelegen aan de Amaliastraat.
| Object          | Oorspronkelijke functie? | Bouwjaar | Architect | Locatie         | Coördinaten?                 | Nr.?  | Afbeelding        |
| --------------- | ------------------------ | -------- | --------- | --------------- | ---------------------------- | ----- | ----------------- |
| Statig woonhuis | Woonhuis                 | ca. 1860 |           | Amaliastraat 1  | 52° 4' 60" NB, 4° 18' 24" OL | 17436 | Meer afbeeldingen |
| Statig woonhuis | Woonhuis                 | ca. 1860 |           | Amaliastraat 3  | 52° 4' 60" NB, 4° 18' 23" OL | 17437 | Meer afbeeldingen |
| Statig woonhuis | Woonhuis                 | ca. 1860 |           | Amaliastraat 5  | 52° 5' 0" NB, 4° 18' 23" OL  | 17438 | Meer afbeeldingen |
| Statig woonhuis | Woonhuis                 | ca. 1860 |           | Amaliastraat 7  | 52° 5' 0" NB, 4° 18' 23" OL  | 17439 | Meer afbeeldingen |
| Statig woonhuis | Woonhuis                 | ca. 1860 |           | Amaliastraat 9  | 52° 5' 1" NB, 4° 18' 23" OL  | 17440 | Meer afbeeldingen |
| Statig woonhuis | Woonhuis                 | ca. 1860 |           | Amaliastraat 11 | 52° 5' 1" NB, 4° 18' 22" OL  | 17441 | Meer afbeeldingen |
| Statig woonhuis | Woonhuis                 | ca. 1860 |           | Amaliastraat 13 | 52° 5' 1" NB, 4° 18' 22" OL  | 17442 | Meer afbeeldingen |
| Statig woonhuis | Woonhuis                 | ca. 1860 |           | Amaliastraat 15 | 52° 5' 1" NB, 4° 18' 22" OL  | 17443 | Meer afbeeldingen |
| Statig woonhuis | Woonhuis                 | ca. 1860 |           | Amaliastraat 2  | 52° 4' 59" NB, 4° 18' 23" OL | 17444 | Statig woonhuis   |
| Statig woonhuis | Woonhuis                 | ca. 1860 |           | Amaliastraat 4  | 52° 4' 59" NB, 4° 18' 22" OL | 17445 | Statig woonhuis   |
| Statig woonhuis | Woonhuis                 | ca. 1860 |           | Amaliastraat 6  | 52° 4' 60" NB, 4° 18' 22" OL | 17446 | Statig woonhuis   |
| Statig woonhuis | Woonhuis                 | ca. 1860 |           | Amaliastraat 8  | 52° 4' 60" NB, 4° 18' 22" OL | 17447 | Statig woonhuis   |
| Statig woonhuis | Woonhuis                 | ca. 1860 |           | Amaliastraat 10 | 52° 5' 0" NB, 4° 18' 21" OL  | 17448 | Statig woonhuis   |
| Statig woonhuis | Woonhuis                 | ca. 1860 |           | Amaliastraat 12 | 52° 5' 0" NB, 4° 18' 21" OL  | 17449 | Statig woonhuis   |
| Statig woonhuis | Woonhuis                 | ca. 1860 |           | Amaliastraat 14 | 52° 5' 1" NB, 4° 18' 21" OL  | 17450 | Meer afbeeldingen |
| Statig woonhuis | Woonhuis                 | ca. 1860 |           | Amaliastraat 16 | 52° 5' 1" NB, 4° 18' 21" OL  | 17451 | Statig woonhuis   |